# Anhalt-Bernburg
Anhalt-Bernburg fue un Estado que existió hasta 1863 en el noreste de Alemania inicialmente como un principado y posteriormente como un ducado parte del Sacro Imperio Romano Germánico, y posteriormente de la Confederación del Rin y la Confederación Germánica; gobernado por la Casa de Ascania, con residencia en Bernburg.

## Historia

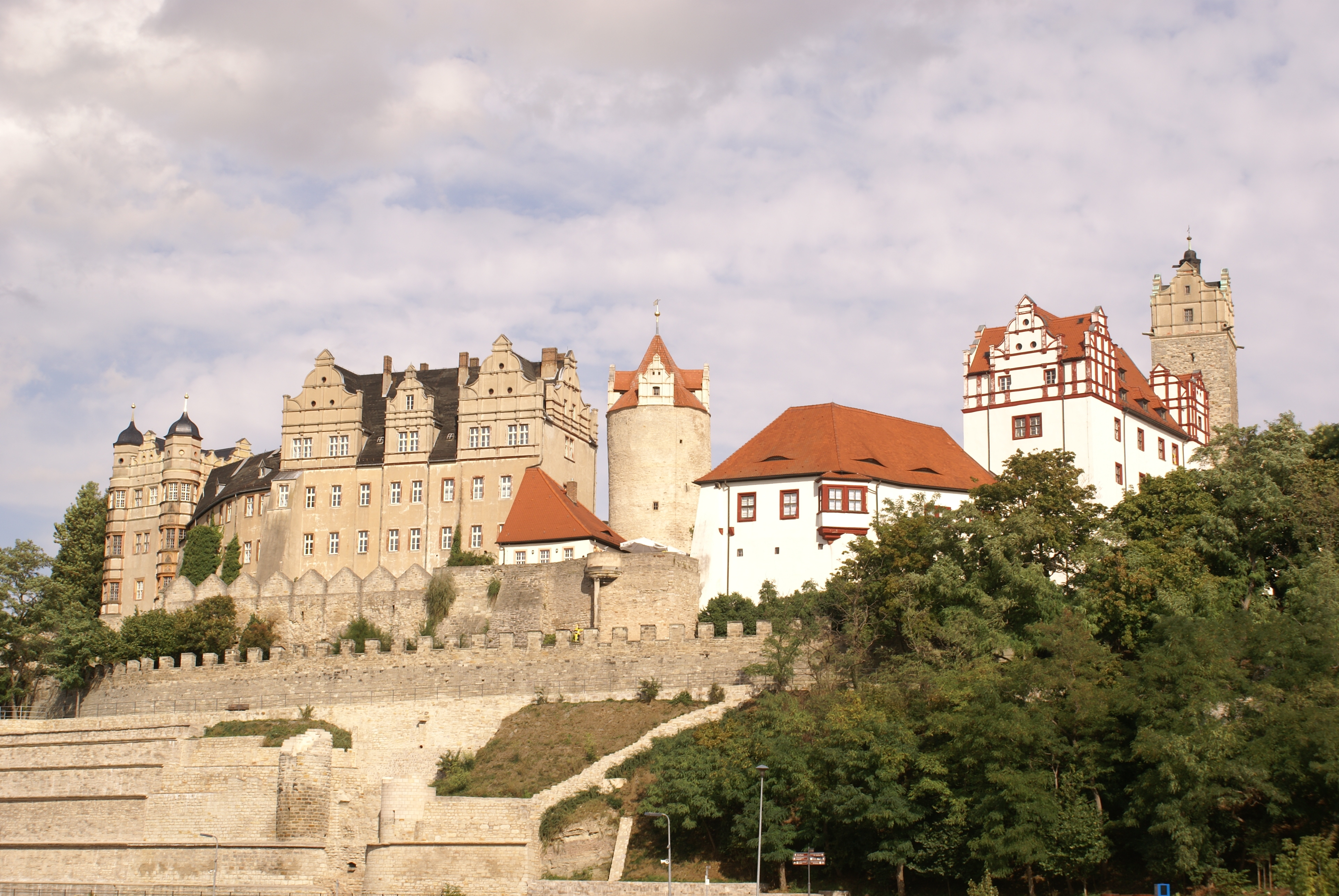
Castillo de Bernburg

Surgió en 1252, de la división del principado de Anhalt en tres, siendo repartido entre los hijos de Enrique I en Anhalt-Aschersleben, Anhalt-Zerbst y Anhalt-Bernburg, el cual fue asignado a su segundo hijo, Bernardo I. Cuando la línea de Anhalt-Aschersleben se extinguió en 1315, el príncipe Bernardo II de Anhalt-Bernburg reclamó su territorio. Sin embargo, no pudo prevalecer frente a su primo Alberto, obispo de Halberstadt. La rama de los Ascania hasta ese momento gobernante en Anhalt-Bernburg, con el título de margrave se extinguió en 1468 después de la muerte del Príncipe Bernardo VI, y fue heredada por el príncipe Jorge I de Anhalt-Dessau. A su vez la línea de Anhalt-Dessau fue heredada por el príncipe Joaquín Ernesto de Anhalt-Zerbst en 1561, que unificó todas las tierras Anhalt durante su reinado en 1570.
En 1603, nuevamente se divide en cinco territorios: Anhalt-Dessau, Anhalt-Köthen, Anhalt-Plötzkau, Anhalt-Bernburg y Anhalt-Zerbst. A su vez en 1635 la zona de Anhalt-Harzgerode se mantuvo separada de Anhalt-Bernburg hasta 1709 cuando los dos territorios volvieron a fusionarse. En 1718 nuevamente se dividió el territorio con la creación del Principado de Anhalt-Bernburg-Schaumburg-Hoym hasta 1812, cuando se unió a Anhalt-Bernburg. En 1803 el principado es elevado a la categoría de ducado por el emperador Francisco II de Habsburgo. En 1847, el soberano de Anhalt-Bernburg heredó el Principado de Anhalt-Köthen-Plötzkau.
En 1863 Anhalt-Bernburg desaparece, siendo anexado a Anhalt-Dessau, después de la muerte del último Príncipe, el Duque Carlos Alejandro (que había gobernado con su esposa Federica, duquesa de Holstein-Sonderburg-Gluecksburg) y la consecuente extinción de la línea de sucesión masculina, siendo heredado por el duque Leopoldo IV de Anhalt-Dessau, quien volvió a unir todas las tierras Anhalt bajo su gobierno.

## Príncipes de Anhalt-Bernburg (1252-1863)

Símbolo heráldico de los territorios Anhalt.

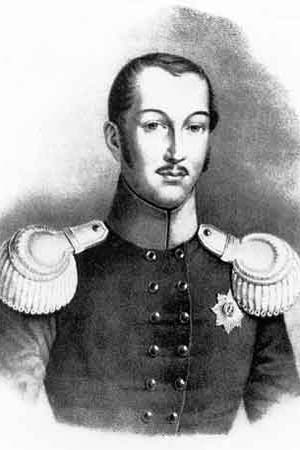
Alejandro Carlos, último Duque de Anhalt-Bernburg

- 1252-1287: Bernardo I.
- 1287-1291: Juan (corregente)
- 1287-1323: Bernardo II
- 1323-1348: Bernardo III
- 1348-1354: Bernardo IV
- 1354-1374: Enrique IV
- 1374-1404: Otón III
- 1404-1420: Bernardo V
- 1404-1415: Otón IV (corregente)
- 1420-1468: Bernardo VI

Pasa a Anhalt-Zerbst

### Príncipes de Anhalt-Bernburg (1603-1803)
- 1603-1630: Cristián I
- 1630-1656: Cristián II
- 1656-1718: Víctor Amadeo
- 1718-1721: Carlos Federico
- 1721-1765: Víctor Federico
- 1765-1796: Federico Alberto
- 1796-1803: Alejo Federico Cristián

Elevado a Ducado

### Duques de Anhalt-Bernburg (1803-1863)
- 1803-1834: Alejo Federico Cristián
- 1834-1863: Alejandro Carlos

Pasa a manos de Leopoldo IV, Duque de Anhalt-Dessau